# Jiří Cajthaml
Jiří Cajthaml (* 13. března 1980 Tábor) je český kartograf, profesor na Fakultě stavební ČVUT (FSv ČVUT). Působí také jako zástupce vedoucího katedry geomatiky Stavební fakulty ČVUT.

## Život
V roce 2004 absolvoval na fakultě stavební inženýrský obor Geodézie a kartografie s červeným diplomem, poté pokračoval v doktorském studiu na katedře mapování a kartografie, kde v roce 2007 získal titul Ph.D. v oboru Geodézie a kartografie. V letech 2003–2004 působil ve společnosti Kartografie Praha jako odborný redaktor cykloturistických map. Dále působil v letech 2004–2005 jako konzultant GIS ve firmě Gefos. Od roku 2006 pak působil jako odborný asistent na katedře mapování a kartografie FSv ČVUT, později přejmenované na katedru geomatiky. V roce 2014 byl habilitován v oboru Geodézie a kartografie a pokračuje jako docent na stejné katedře.
Od roku 2012 je zástupcem vedoucího katedry geomatiky. Od roku 2005 je členem Akademického senátu FSv ČVUT, v letech 2005–2007 jako předseda studentské komory, v letech 2011–2016 jako předseda Pedagogické komise, od roku 2017 jako předseda Ekonomické komise. V letech 2014–2019 byl členem Akademického senátu ČVUT, v letech 2014-2016 jako předseda Komise pro pedagogické záležitosti.
Odborně se zabývá zejména kartografií, konkrétně propojením kartografie a historie a dále matematickou kartografií. Vyučuje bakalářské, magisterské i doktorské předměty související s oblastmi jeho odborného zájmu, vede doktorandy a účastní se řešení grantů.
V rámci ČVUT je členem grémia FSv ČVUT (od roku 2019) a zástupcem pedagogické proděkanky pro studijní program Geodézie a kartografie (od roku 2019). Je také předsedou oborové rady bakalářského a magisterského studijního programu Geodézie a kartografie (od roku 2019). Mimo ČVUT je dále členem Výboru České kartografické společnosti (od roku 2013). V mezinárodní kartografické asociaci (ICA) je zástupcem ČR v komisi Commission on Digital Technologies in Cartographic Heritage.
V květnu 2020 byl jmenován profesorem v oboru Geodézie a kartografie.

## Dílo
Mezi jeho odborné práce patří historické atlasy, které vznikly ve spolupráci katedry geomatiky a Historického ústavu AV ČR, a to Akademický atlas českých dějin (2014, spoluautor s Evou Semotanovou), jenž získal jako první kartografické dílo cenu Magnesia Litera za nakladatelský počin, a Český historický atlas. Kapitoly z dějin 20. století (2019, spolu s Evou Semotanovou, Zlaticí Zudovou-Leškovou a Janem Danielem Bláhou).
Dále je autorem knihy Analýza starých map v digitálním prostředí na příkladu Müllerových map Čech a Moravy (2012) a spoluautorem knih Vltava – proměny historické krajiny (2022, spolu s Danou Fialovou) a Jan Kryštof Müller - Barokní kartograf (2023, spolu s Evou Semotanovou a Jitkou Močičkovou)